# Viktoriastraße (Hannover)
Die Viktoriastraße ([vɪkˈtoːʁɪaʃtʁaːsə] ) in Hannover ist eine Innerortsstraße im hannoverschen Stadtteil Linden-Nord. Große Teile der ursprünglichen Bebauung, der zur Zeit des Königreichs Hannover entstandenen und nach der britischen Queen Victoria benannten Straße, zählen – nach den Reihenhäusern der ehemaligen Webersiedlung in der Weberstraße – zu den ältesten Zeugnissen erhaltener Arbeitersiedlungen in Hannover.

## Geschichte
Der Straßenzug entstand ab 1853/54 gemeinsam mit der Fortuna- und der Pavillonstraße: Im Zuge der fortschreitenden Industrialisierung veranlassten die damaligen Grundstückseigentümer Niemeyer und Haspelmath den Königlichen Hofbaumeister Georg Ludwig Friedrich Laves zu ersten städtebaulichen Entwürfen, nach denen dann die ersten Arbeiterhäuser mit verschiedenen Wohn- und Nutzungstypen errichtet wurden.
Parallel dazu erbaute der Architekt Ludwig Debo dort 1854 die erste Arbeitersiedlung in Norddeutschland, die nach der von Bernhard Christoph Faust entwickelten Sonnenbaulehre errichtet wurde. Diese Gebäude wurden jedoch 1960 abgerissen.
Die im späten 20. Jahrhundert entstandene Gebäudegruppe Viktoriastraße 23, 24 und 25 wurde 1983 mit dem Preis als „Sieger im Landeswettbewerb“ Bauen und Wohnen in alter Umgebung ausgezeichnet.

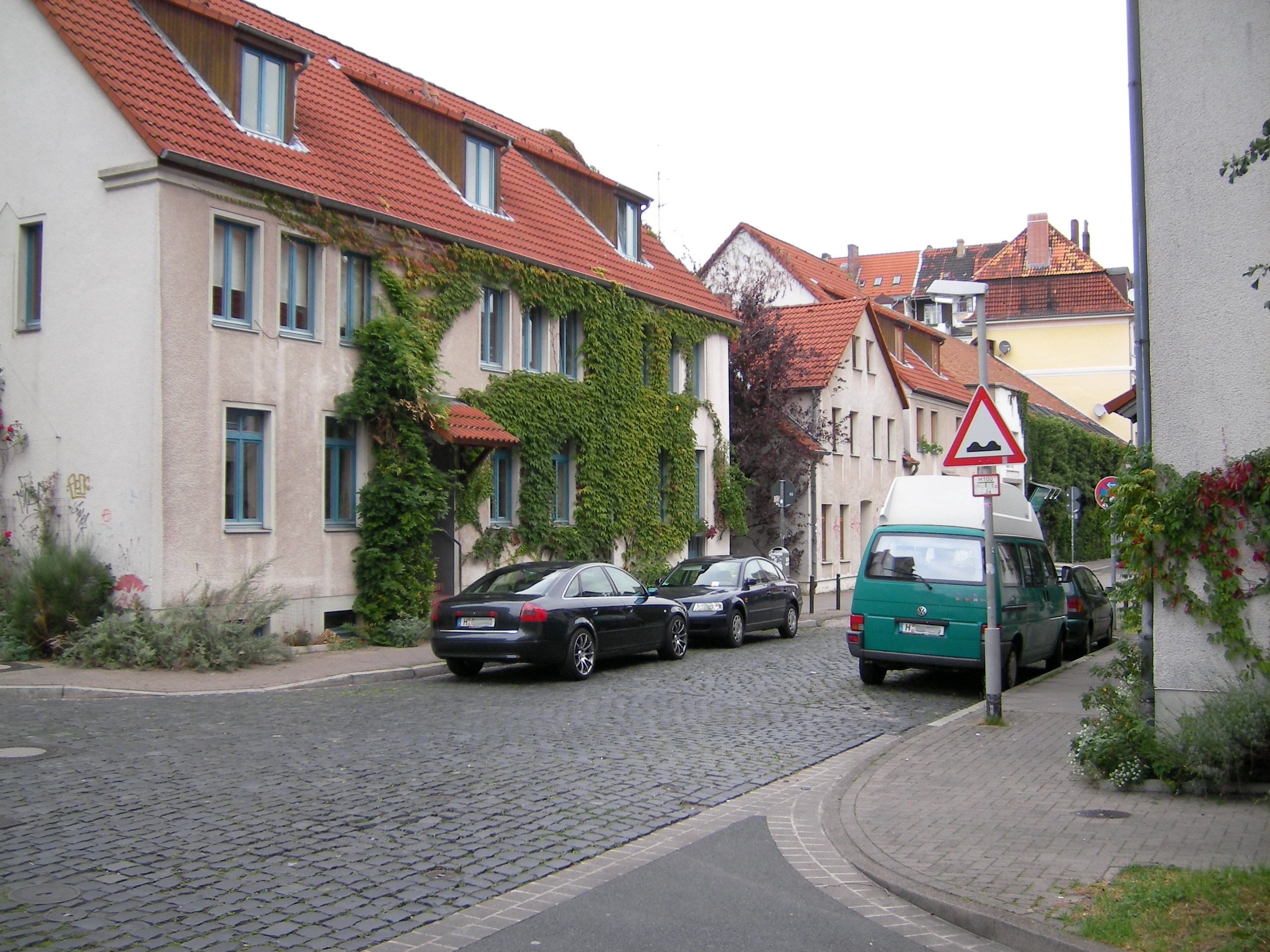
Viktoriastraße, Ecke Pavillonstraße, etwa 2008
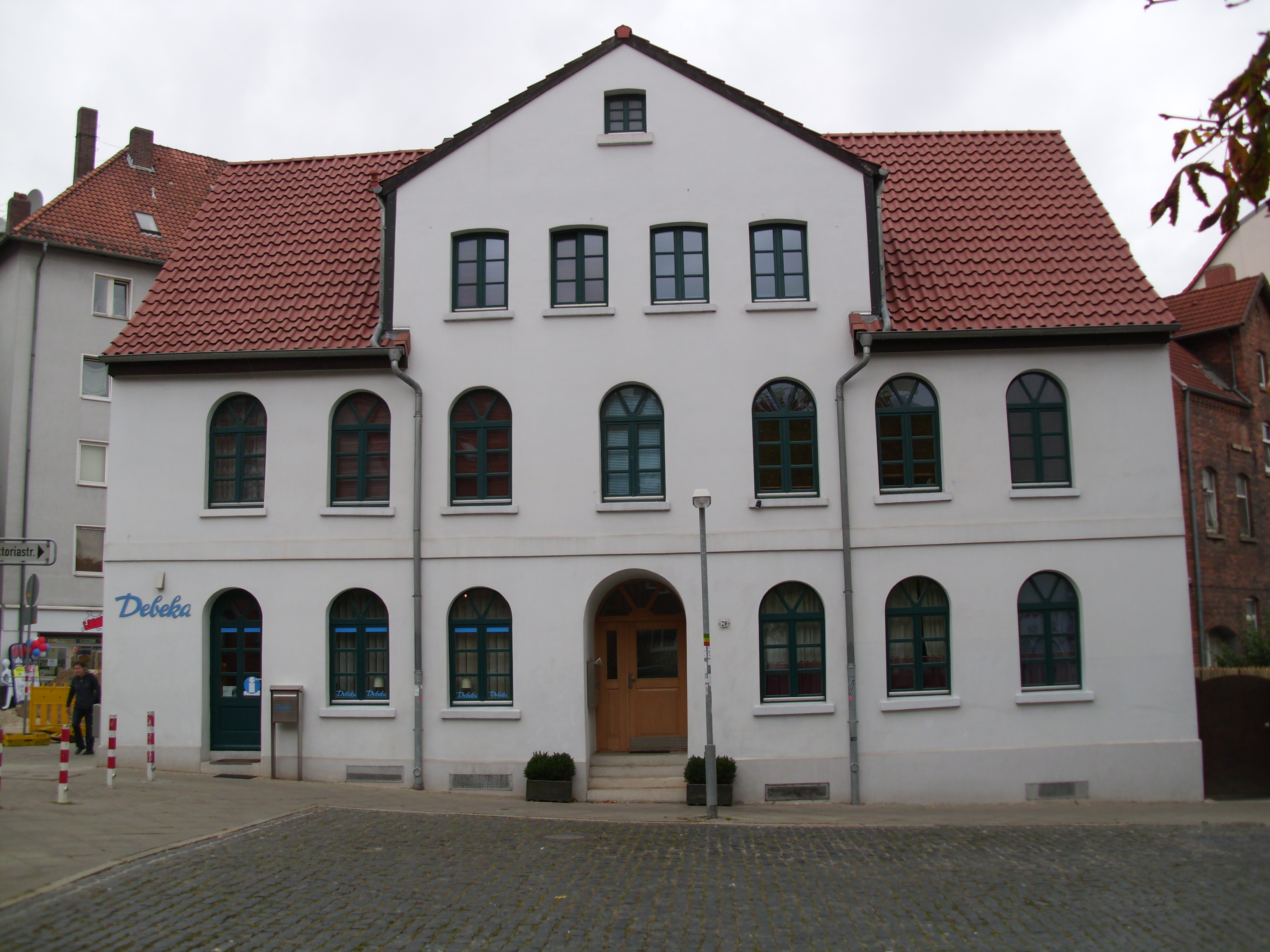
Viktoriastraße 20, Ecke Kötnerholzweg, mit erhöhtem Mitteleingang
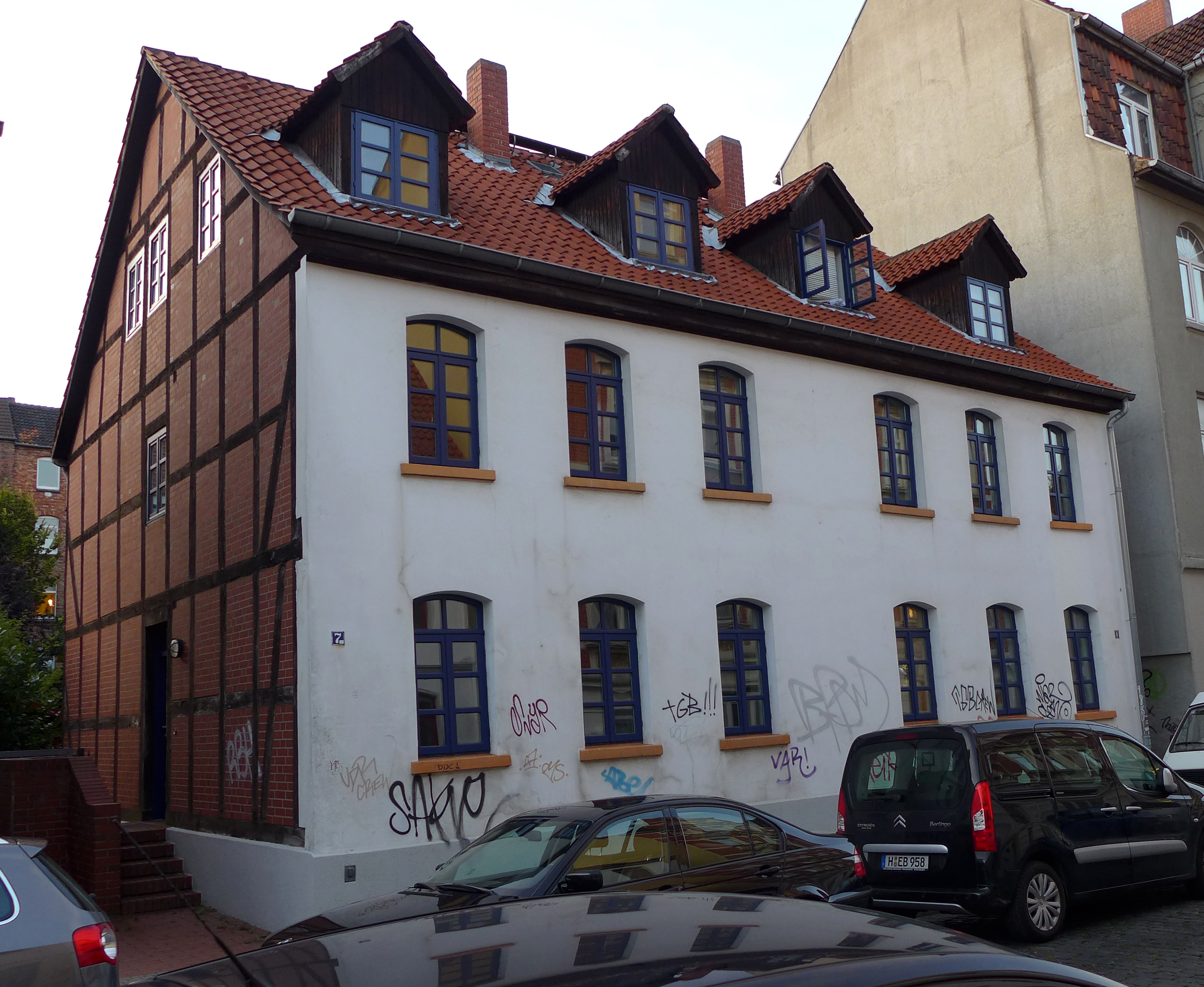
Doppelhaus Viktoriastraße 6 und 7 mit Seiteneingang und Fachwerk

## Medienberichte (Auswahl)
- Marcel Schwarzenberger: Linden / Geschichten aus der Viktoriastraße / Einen liebevollen und ganz persönlichen Blick auf die Viktoriastraße wirft ein neues Buch, das der Soziologe Jonny Peter in Zusammenarbeit mit vielen Lindenern geschrieben hat. In: Hannoversche Allgemeine Zeitung vom 15. November 2012; online zuletzt abgerufen am 5. Juli 2014